# スター・システム (俳優)
スター・システム（英語：star system）は、多くは演劇・映画・プロスポーツなどの興行分野において、高い人気を持つ人物を起用し、その花形的人物がいることを大前提として作品制作やチーム編成、宣伝計画、さらには集客プランの立案などを総合的に行っていく方式の呼称。プロデューサー・システム（企画・資金重視）やディレクター・システム（演出重視）との対比で用いられる言葉でもある。
また、資本力やニュースマスコミを利用した大々的な宣伝の反復などによって、そのような花形的人物を企画的に作り出すシステムのこともこの一環として指す。
当記事ではスター・システムを採用している各メディアのうち、俳優を起用する、いわゆる映画・テレビドラマ・演劇などにおける分野について解説する。なお声優を使うアニメーションなどの分野については「スター・システム (小説・アニメ・漫画)」を、その他の分野については「スター・システム」を参照。

## スター・システムの原型
18世紀は俳優の時代とも言われ、演劇は主に花形俳優を中心に考えて作られ上演された。時には古典劇の戯曲が、演じやすいように、あるいは俳優の好みに合うように書き換えられることもあった。また演劇のメインストリームが、王侯貴族によって保護された芸術としての演劇から、中産階級を主な観客とする日常の娯楽としての演劇へと、徐々にシフトし始めた時代でもあった。イギリスでは、革新的・実験的を世に送り出そうとするものよりも、スターを中心に組み立てられた演劇が主流を占めた。このため、この時代は演劇史に名を残す劇作家が非常に少ないが、演劇自体は盛んに行われていた。
これに対し近代のリアリズム演劇では、戯曲の作品性や演出家の役割が重視されるようになった。

## ハリウッドのスター・システム
スター・システムと呼ばれるようになったのは、ハリウッド映画で大スターを中心にした映画制作の手法が確立してからのことである。
ハリウッド草創期の1920年代、チャールズ・チャップリンやダグラス・フェアバンクスらの映画からこの方法が取られるようになり、1930 - 50年代の黄金期にそのピークを迎えた。
当時は俳優と映画制作会社が専属契約を結んでいた。映画会社はスターの魅力を最大限に引き出すために、脚本、配役、宣伝などを企画した。また、スターのイメージを崩さないよう、私生活まで管理しようとした。
第二次大戦後の独占禁止法によって専属契約は禁止され、フリーエージェント制になり、1950年代のスタジオシステム崩壊でスターシステムもまた衰退していったが、スター中心の映画は今日も作られ続けている。

## スター・システムによるメリットとデメリット
この方法によって各映画会社は成功を収めてきたが、制作者側にとっての弊害が起きた事例が存在するのも否定できない事実である。
俳優のイメージが作品に影響
ヒッチコックは『断崖』を撮影の際、主演のケーリー・グラントを悪役に仕立てたかったのだが、映画会社に「グラントのイメージを損ねてはならない」と、ラストを大幅に改変することを要請された。そして、当初のねらいとはまったく違ったものに仕上がってしまった。
スター人気に依存しすぎ失敗作も生まれる可能性
メトロ・ゴールドウィン・メイヤーは、当時契約していたスペンサー・トレイシーの人気にあやかって、彼に『ジキル博士とハイド氏』の企画を押し付けた。ところが、トレイシーは『我は海の子』『少年の町』といった作品で、ヒューマニティ溢れる人間像を確立していた。そのため、トレイシーの悪役に違和感を覚えた観客は多く、その作品は失敗作となった。
しかし、さまざまな弊害や失敗はあるものの、この方法が莫大な利益をもたらすのは間違いなく、フリーエージェント制になった現在のハリウッドでも、スター・システムは脈々と生き続けている。

## 日本のスター・システム

### 歌舞伎
歌舞伎は役者中心の演劇である。役者には得意芸（例：荒事、和事など）があり、座付作者は話の筋よりも得意芸を見せることを主眼に台本を書いていた。観客はひいきの役者を目当てに劇場に通った。

### 映画
日本もハリウッド方式を取り入れ、既に第二次世界大戦前の1920年代後半辺りには俳優の映画会社専属制が確立されていた。
スターシステムはスター中心の映画制作である。作品の企画から脚本や演出まで全てスターに従属し、スターがヒット作を繰り返し模倣するために存在した。特に戦前の日本映画、時代劇映画におけるスターシステムは、歌舞伎のスターシステムをそのまま踏襲したものである。撮影現場でスターは監督以上の権力を持ち、スターの意思で全てが決まることが多かった。
戦後のスターシステムの映画も自社の専属スターの個性に合わせて映画制作がなされた。それは定型的ではあったが、観客はスターの名前で映画を選びさえすれば、その期待に応えた映画を見ることが出来た。映画会社の中でスターシステムが強いと言われるのは東映と日活である。東宝と新東宝はプロデューサー主導のプロデューサーシステム、松竹はディレクターシステムの傾向が強いと言われる。とりわけ片岡千恵蔵・市川右太衛門の両御大と言われる重役スターがいた1950年代の東映はスターシステムが強力で、複数のスターが出演する際には序列に気をつけて、出演カット数や秒数を同一にし、スタッフが話しかけるときは御大を見下ろしてはいけなかったという逸話まである。東映は撮影所でも派閥の頂点に位置するのがスターであり、スターの下にスタッフや俳優が派閥を作っていた。宣伝面においてもスターシステムを反映し、1972年ごろまでの映画のコピーに「鶴さん」「健さん」「純子」「文太」とスターの名前が必ず入っていた。反面、1950年代には、スターシステムを維持することは映画会社の経営の屋台骨と専属スタッフの生活を守ることを意味し、各映画会社経営陣によって悪名高き五社協定などの制度が作られ、この頃から各社が競って「～ニューフェイス」と謳う新人発掘のオーディションが催されていく。宣伝や映画作品制作など、スターとして確立されるまでに育成や宣伝などで莫大な金が費やされる生え抜きのスター俳優からは移籍や独立の自由や機会が事実上奪われることになった。
スターシステムはスターの出演する映画に売り込みたい俳優を脇役で出演させたり、B面映画に主演させることで、スターシステムを支えるスターの増殖と再生を繰り返して来た。しかし、1960年代に入ってテレビが普及すると、映画でしか見られないスターが減っていった。五社協定成立を主導した永田雅一が経営する大映では、山本富士子や田宮二郎などスター俳優がワンマン社長の永田とトラブルを起こして離脱するケースも相次いだ。1970年代に入ると経営難のため俳優を抱えて育成することは困難となり、1971年になると日活はロマンポルノ路線への移行を余儀なくされ、大映は破産、東宝も専属俳優の解雇を行い、上述の五社協定が崩壊、俳優の専属制は東映以外の映画会社ではほぼなくなっていった。以降のスターシステムによるスター映画と言えるのは、渥美清の『男はつらいよ』シリーズや高倉健主演映画、千葉真一主演映画、菅原文太主演映画、『ゴジラ』シリーズくらいという状況になっていった。
映画会社やTV局ではなく芸能事務所が映画や番組を制作し（映画会社・TV局と共同制作の形をとる場合もあり）、所属のスターに主演させ売り出し、出資額に応じた版権を握るケースもある。1960年代より渡辺プロはクレージー・キャッツやザ・ドリフターズらの主演映画を多数制作してきた。1970年代に映画会社が俳優を育てなくなると、映画製作も芸能事務所に依存するようになり、ホリプロ所属の山口百恵の主演作などは多数制作された。
テレビで人気の俳優や歌手を起用するようになっていった映画界だが、1970年代後半には、角川書店が自社が発行する小説を元に映画を製作、書店とTVで作家と所属俳優を大々的に売り込んだ。角川映画が映画館でしか見られない自社スターの薬師丸ひろ子らを擁して往年のスターシステムを一時的に復活させたという見方もある。
以下、戦前・戦後の映画会社と専属俳優達の代表例を挙げる（注　1.会社と俳優はどちらも順不同。2.戦前・戦後とも各社全員が同時期に専属だったわけではない）。

#### 戦前
松竹
鈴木伝明、高田稔、岡田時彦、栗島すみ子、川田芳子、諸口十九、岩田祐吉、上原謙、佐野周二、佐分利信、田中絹代、高峰三枝子、木暮実千代、林長二郎、高田浩吉、桑野通子
日活
尾上松之助、大河内傳次郎、岡田嘉子、夏川静江、阪東妻三郎、片岡千恵蔵、嵐寛寿郎、入江たか子、山田五十鈴、轟夕起子
東宝
大河内傳次郎、入江たか子、原節子、長谷川一夫、高田稔、山田五十鈴、千葉早智子、竹久千恵子、霧立のぼる、藤田進、黒川弥太郎、轟夕起子、高峰秀子
新興キネマ
山路ふみ子、霧立のぼる、河津清三郎、市川右太衛門、加賀邦男、田中春男、清水将夫、安部徹、逢初夢子、宇佐美淳
大都映画
琴糸路、ハヤフサヒデト、水島道太郎、近衛十四郎、伴淳三郎、木下双葉、大河百々代

#### 戦後
1960年代終盤までに限る。
松竹
高田浩吉、鶴田浩二、佐田啓二、高橋貞二、津島恵子、淡島千景、岸惠子、岡田茉莉子、有馬稲子、大木実、田村高廣、津川雅彦、岩下志麻、倍賞千恵子、竹脇無我
東宝
森繁久彌、原節子、山口淑子、池部良、三船敏郎、久我美子、フランキー堺、加山雄三、八千草薫、司葉子、三橋達也、新珠三千代、小林桂樹、宝田明、黒沢年男
大映
長谷川一夫、三益愛子、京マチ子、船越英二、根上淳、菅原謙二、市川雷蔵、山本富士子、若尾文子、川口浩、勝新太郎、田宮二郎、本郷功次郎、江波杏子、安田道代
東映
片岡千恵蔵、市川右太衛門、月形龍之介、大友柳太朗、近衛十四郎、美空ひばり、東千代之介、中村錦之助、大川橋蔵、高倉健、千葉真一、梅宮辰夫、佐久間良子、松方弘樹、北大路欣也、藤純子
新東宝
嵐寛寿郎、宇津井健、高島忠夫、菅原文太、前田通子、高倉みゆき、若山富三郎、天知茂、久保菜穂子、三原葉子、吉田輝雄、池内淳子、大空眞弓、三ツ矢歌子
日活
月丘夢路、石原裕次郎、芦川いづみ、小林旭、浅丘ルリ子、宍戸錠、吉永小百合、高橋英樹、渡哲也、二谷英明、松原智恵子、梶芽衣子、和泉雅子、山内賢

### テレビドラマ
大映が1960年代が1970年代にかけて新東宝から大映に移籍した宇津井健主演のザ・ガードマンをロングヒットさせ、宇津井はその後も大映テレビの顔として活躍した。1970年代は「赤いシリーズ」で三浦友和・山口百恵のコンビ、「京都地検の女」と「京都迷宮案内」の主人公が同じドラマ同士で出演あり。石立鉄男も大映テレビの常連のスターであった。
1980年代のトレンディドラマを端緒として、フジテレビの「月9」と呼ばれるドラマの枠などで、ドラマの企画も決まっていない内から視聴率の取れる俳優のスケジュールを確保することがしばしば行われる。さらに売れっ子の俳優が企画内容や脚本に口出ししたりした。
また、2007年に終了した「火曜サスペンス劇場」枠のラストとなった「火曜ドラマゴールド」の最終回「監察医・室生亜季子」の完結篇は、同番組枠の掉尾を飾る作品として歴代作品のクロスオーバー的な趣向がこらされた。具体的には、同じく同枠で不定期に放送されていた「女検事・霞夕子」「警部補 佃次郎」の主人公がそれぞれ登場し、「救急指定病院」の池上季実子や「警視庁鑑識班」の西村和彦、数々の火曜ドラマに登場した藤田まこと（しかも出演する左とん平はヘイ・ユウブルースをリクエストする）など歴代作品の主演者が数多く顔を出す豪華キャストのそろい踏みで、25年以上に亘った同枠の最終作を華々しく飾った。
「量産型リコ -プラモ女子の人生組み立て記-」シリーズ（2022 - 2024年、テレビ東京）は、主人公および主要キャラクターが作品ごとに同俳優・別設定で登場するという漫画におけるスター・システムとの折衷タイプとなっている。

### 商業演劇
宝塚歌劇団のように、出演者は全員その劇団の所属メンバーで、興行では専属のトップスターを前面に打ち出して定期的に作品を入れ替えていく手法を、長年に渡り用いているものが存在する。
宝塚歌劇団
春日野八千代、寿美花代、麻実れい、天海祐希、ほか